# Phyllanthus salomonis
Phyllanthus salomonis är en emblikaväxtart som beskrevs av Airy Shaw. Phyllanthus salomonis ingår i släktet Phyllanthus och familjen emblikaväxter. Inga underarter finns listade i Catalogue of Life.